# Zekuu
Zekuu(是空) es el tercer disco de MUCC y su debut como majors.

## Lista de canciones
1. "Shinsou / 心奏" - 2:21
2. "Bouzenjishitsu / 茫然自失" - Música:Ishioka City (石岡), Letra:Miya (ミヤ) - 4:32
3. "Ware, arubeki basho / 我、在ルベキ場所" - Música y Letra:Miya (ミヤ) - 5:20
4. "Shogyo shisoukyou jidai koushikyoku (70's ver.) / 商業思想狂時代考偲曲 (平随版)" - Música y Letra:Miya (ミヤ) - 3:54
5. "Hikanshugisha ga warau / 悲観主義者が笑う" - Música:Ishioka City (石岡), Letra:Miya (ミヤ) - 4:32
6. "Shi shite tamashii / 死して魂" - Música:Takayasu Yusuke (福安悟介), Letra: Tatsurou (達瑯) - 4:08
7. "Soushin no koe / 双心の声" - Música:Miya (ミヤ), Letra: Tatsurou (達瑯) - 5:03
8. "1979" - Música:SATOchi (SATOち)]], Letra: Tatsurou (達瑯) - 3:13
9. "Nageki tori to doukebito / 嘆き鳥と道化人" - Música:Syakuzii (石神井), Letra: Tatsurou (達瑯) - 3:56
10. "Kono sen to sora / この線と空" - Música y Letra:Miya (ミヤ) - 4:16
11. "Kugatsu mikka no kokuinn / 9月3日の刻印" - Música y Letra:Miya (ミヤ) - 5:19
12. "Ranchu / 蘭鋳" - Música:Miya (ミヤ), Letra: Tatsurou (達瑯) - 3:40

## Ediciones
Del disco salieron tres ediciones distintas.
- Una edición limitada con un DVD que incluye in making off del disco de 41 minutos.
- Una edición limitada con un CD extra que incluye la canción: "Aoki Haru / 青き春" - Música y Letra:Miya (ミヤ) - 4:57
- Una edición normal del disco que incluyen las 12 canciones anteriores.

## Datos del CD
- Es su primer lanzamiento tras fichar por Universal y convertirse en majors.
- La gira de promoción del disco se llamó MUCC 2003 Natsu no tour - Nihonrettou konton heisei kokoro no naka.
- Fue grabado en los "Bazooka Studio".
- El sencillo "Ware, arubeki basho (我、在ルベキ場所)" se incluyó en el álbum, aunque con nuevos arreglos.
- Dos canciones de este disco tiene videoclip "Ware, arubeki basho (我、在ルベキ場所)" y "Kugatsu mikka no kokuinn / 9月3日の刻印" (aunque esta última canción no fue single).
- El videoclip para la canción "Kugatsu mikka no kokuinn / 9月3日の刻印" se estrenó en televisión el mismo día del lanzamiento del disco.
- A pesar de lo que pueda parecer, todas las canciones fueron compuestas y escritas por el grupo, puesto que las canciones que aparecen compuestas por gente externa, no son más que in-jokes del grupo. Ishioka city (石岡) es la ciudad donde nacieron Miya (ミヤ) y YUKKE, por lo que las canciones en las que aparece como compositor están compuestas por ellos dos. Takayasu Yusuke (福安悟介) no es más que la combinación del apellido de SATOchi (SATOち) con el nombre de YUKKE, así que esa canción está compuesta por ellos dos. Por último Syakuzii (石神井) es una de las bromas que más tardo en descifrarse, la respuesta es que Tatsurou (達瑯) y Miya (ミヤ) pasaban mucho tiempo en esa área, así que "Nageki tori to doukebito / 嘆き鳥と道化人" está compuesta por ellos dos.
- Ambas ediciones limitadas salieron a la venta a un precio de 3800 (limitada con DVD) y 3000 (limitada con CD) yenes (sin tasas) pero debido a que hace años que no están disponibles, actualmente sólo se pueden comprar esporádicamente en tiendas de segunda mano de música japonesas a un precio superior (unos 7000 yenes).
- La edición limitada con DVD viene en una caja de cartón y presenta diferente artwork, además de incluir una pegatina con la foto del grupo y otra con caricaturas ellos, las otras dos ediciones sólo incluyen una pegatina con el símbolo del grupo.

## Músicos
- Voz: Tatsurou (達瑯)
- Guitarra: Miya (ミヤ)
- Bajo: YUKKE
- Batería: SATOchi (SATOち)

## Músicos invitados
- Batería: Sakura (músico) de Sons of al Pussys

- Datos: Q3231656